# Paravachonium bolivari
Paravachonium bolivari är en spindeldjursart som beskrevs av Beier 1956. Paravachonium bolivari ingår i släktet Paravachonium och familjen Bochicidae. Inga underarter finns listade i Catalogue of Life.